# Église San Giuseppe di Cluny
Pour les articles homonymes, voir Église Saint-Joseph.
L'église San Giuseppe di Cluny (en français : église Saint-Joseph-de-Cluny) est une église romaine située dans le rione de Monti sur la via Angelo Poliziano.

## Historique
Cette église, construite de 1884 à 1890 sur les plans de l'architecte Luca Carimini (it), est consacrée en 1900 par le cardinal Parocchi. Elle est allouée aux Sœurs de Saint-Joseph de Cluny – une congrégation religieuse féminine enseignante et hospitalière de droit pontifical – qui possèdent le couvent que dessert l'église et qui les héberge.

## Architecture
L'ensemble du complexe du couvent est de style néoroman. L'église, nettement surélevée par rapport au niveau de la rue, est accessible par un important escalier à double rampe. L'intérieur est constitué de trois nefs avec une abside abritant une mosaïque représentant l'Ascension de Jésus au milieu des apôtres. L'église héberge aussi une reproduction de la grotte de Lourdes dans sa crypte.

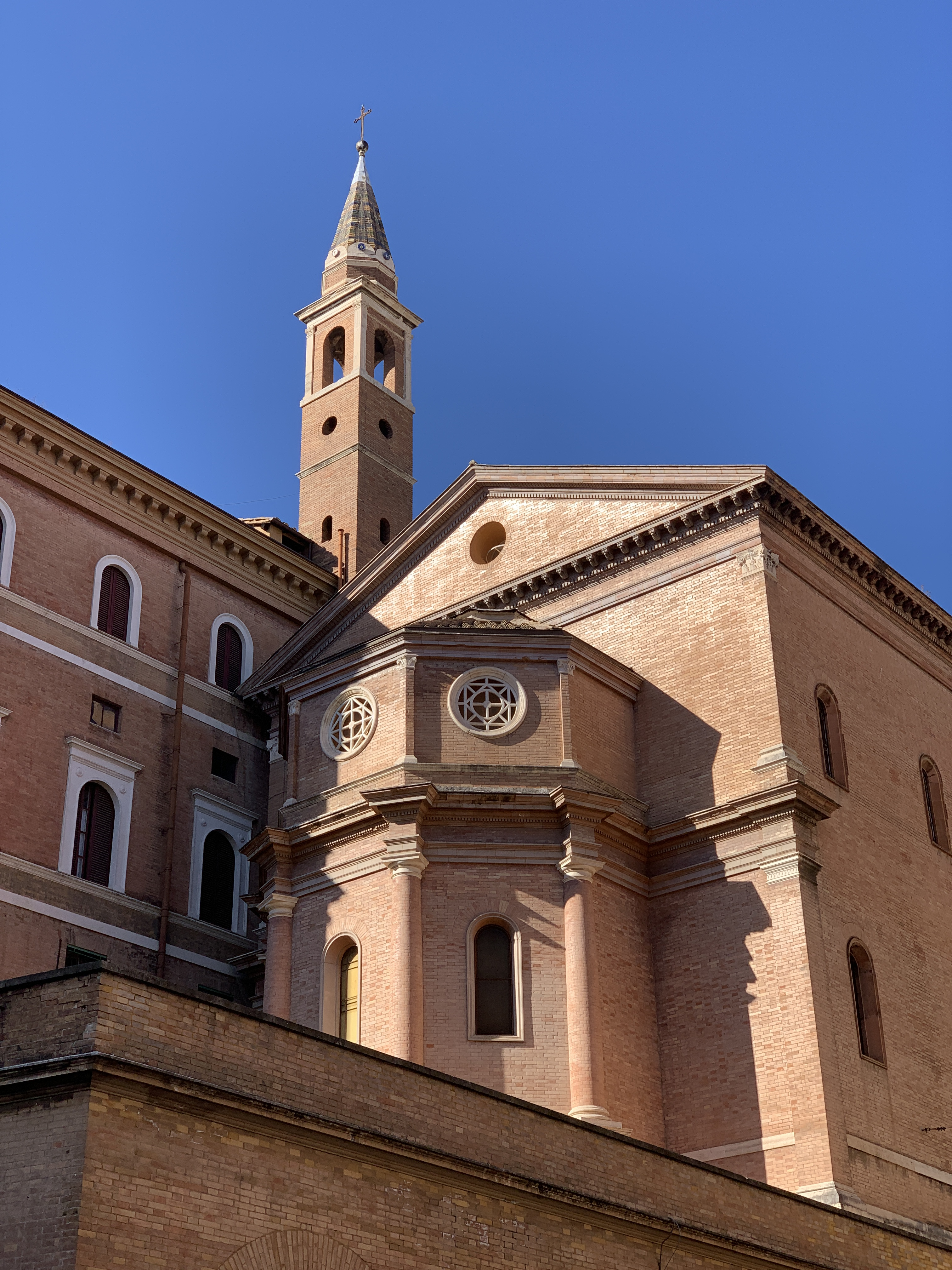
Vue de l'arrière de l'église